# Ветеринарна сбирка
„Ветеринарна сбирка“ е специализирано списание, издавано в София.
Понастоящем е месечно издание на Българската агенция по безопасност на храните и Съюза на ветеринарните лекари в България. То е сред най-старите печатни издания в България, което е съхранило първоначалното си име със 120-годишна история.

## История
За първи път „Ветеринарна сбирка“ излиза през 1892 г. Основоположници са д-р Иван Тюлев, д-р Петко Германов и д-р Юрий Иванов, под ръководството на руския ветеринарен лекар Людвиг Тимофтиевич. Сътрудници са всички ветеринарни лекари, които активно участват в издаването на списанието и с чиито лични средства се отпечатват първите му броеве. Началото на „Ветеринарна сбирка“ е породено от обществената и професионалната потребност от него.
В развитието на изданието се открояват 4 условно определени периода, през които „Ветеринарна сбирка“ е:
- от 1892 до 1948 г. – месечно списание по ветеринарна медицина и животновъдство, научен и професионален орган на Дружеството на ветеринарните лекари в България;
- от 1949 до 1990 г. – научноприложно издание на Министерството на земеделието;
- от 1991 до 2011 г. – научноприложно издание на Националната ветеринарномедицинска служба и Съюза на ветеринарните лекари в България;
- от 2012 г. – научнопопулярно списание на Българската агенция по безопасност на храните и Съюза на ветеринарните лекари в България.